# Lynteria domino
Lynteria domino är en stekelart som beskrevs av Heinrich 1980. Lynteria domino ingår i släktet Lynteria, och familjen brokparasitsteklar. Inga underarter finns listade.